# Anarquismo y economía
En economía los simpatizantes del anarquismo, como en tantas otras cuestiones, no están unificados en torno a un único modelo económico. Así, con respecto a la organización económica el único concepto común identificable es el de autoorganización: una red autónoma de producción y distribución sin mando central. Lo que se llama «anarquismo» se trata de un conjunto muy heterogéneo de pensadores y proyectos, que aunque variando en la forma en que se oponen al Estado en general se han de oponer a las economías estatizadas, centralistas e intervencionistas. Tradicionalmente los anarquistas se han considerado anticapitalistas (particularmente los seguidores del anarcocomunismo y el anarcosindicalismo, las principales corrientes del anarquismo histórico, en auge entre finales del siglo XIX y principios del siglo XX), si bien otros en tiempos más recientes se declaran promercado o procapitalistas (particularmente los seguidores del anarcocapitalismo, una corriente de anarquismo contemporáneo teorizada 10 años después de la primera publicación de Proudhon[incluir referencia]). Los primeros proponen la colectivización o planificación no-estatal de la economía para el desarrollo de una sociedad igualitarista sin propiedad privada ni clases sociales, mientras para los otros la propiedad privada, la empresa privada y el libre mercado son el paradigma y aspiran a que los individuos voluntariamente decidan la organización económica que más los favorece.

## Corrientes económicas anarquistas
Los anarquistas mutualistas, pero sobre todo colectivistas, anarcosindicalistas y anarcocomunistas, se oponen al capitalismo porque afirman que sus instituciones características promueven y reproducen per se las diversas formas de actividad económica que son opresivas, incluida la propiedad privada, las relaciones jerárquicas de producción, las rentas de propiedad, la obtención de beneficios en los intercambios, el trabajo asalariado, la extracción de plusvalía por el empresario capitalista y el percibir intereses de los préstamos. Los anarquistas pueden aceptar la propiedad individual basada en la posesión y usufructo, aunque en general proponen la apropiación colectiva de los medios de producción y un sistema equitativo de distribución, en lugar de la propiedad inalienable. Piotr Kropotkin postuló en La ayuda mutua: un factor en la evolución que la cooperación entre individuos es común incluso entre las especies animales. Esa conclusión la extrajo de sus observaciones en Siberia de las diferentes comunidades humanas y animales. Sus argumentos los planteó como una respuesta a la teoría del darwinismo social, el laissez-faire liberal y la visión de la competencia constante entre individuos, ideas muy defendidas en su época por partidarios del capitalismo. De esta manera Kropotkin refutaba la tesis de la naturalidad de la desigualdad social. Según Rudolf Rocker, los liberales clásicos fracasaron bajo la realidad que asumió la economía capitalista. Esto hace que el anarquismo sea necesariamente anticapitalista por su rechazo a la explotación del hombre por el hombre.
Los anarcocapitalistas en cambio son propietaristas (apoyan el derecho de propiedad como base institucional de la libertad), por otra parte, apoyan plenamente el capitalismo entendido como un mercado libre ideal laissez-faire, una economía libre que permite división del trabajo, dinero, empresas y contratos voluntarios, como la forma más racional de progreso y como aplicación coherente de la ética de libertad.

### Mutualismo
El mutualismo (del latín 'mutuum', mutuo o intercambio) surge con las ideas del francés Pierre-Joseph Proudhon (1809–1865), que imaginaba una sociedad en la cual cada persona pudiera poseer los medios de producción, individual o colectivamente, el intercambio de bienes y productos se produciría a través de una forma ética de negociación o regateo, en la que cada parte buscaría tan solo un equivalente de lo que ofrecerían. Ha sido contemplado por algunos autores como un punto intermedio entre las versiones individualistas y comunistas del anarquismo. Proudhon afirmó que la propiedad es un robo, entendiendo como "propiedad" el mal uso o abuso de objetos en el sentido de explotación, mientras que entendía la "posesión" como el uso legítimo de un objeto. Proudhon se opuso tanto a la propiedad capitalista como a la colectiva, porque siempre "abusa" y "roba" de los individuos. Su principio consiste en que cada persona debe poseer sus medios de producción (herramientas, tierra, etc.) ya sea individual o colectivamente, pero debe ser remunerado por su labor, eliminado el provecho y la renta, lo que asegura un alto grado de igualdad.

En otras palabras,Proudhon, para sostener una línea fundamentalmente libertaria e igualitaria (el federalismo pluralista), concibió la economía mutualista como la única capaz de hacer operativo este esquema estructural. Y la economía mutualista llevará a Proudhon a defender, en el campo de la economía, la teoría de la creación del valor mediante el intercambio y el trabajo invertido, por lo que recibió feroces críticas de Marx, quien aseguraba que esta teoría era típica de un economista «pequeño burgués», simpatizante del tendero y del artesano que comercian con sus propios productos. Pero su teoría le llevará sobre todo a analizar el mecanismo mismo de la regeneración permanente de la desigualdad. De hecho, si el salario-valor depende de la cantidad de trabajo producido, el intercambio no se da según las necesidades, sino según la igualdad de los valores. Así pues, de esta forma, Proudhon acaba defendiendo la economía monetaria y la pequeña propiedad: al defender la autonomía y la creatividad de los trabajadores, exaltaba al propio tiempo sus distintas capacidades: en cambio su modo de producción debía servir precisamente para liberarlos del peso opresor y parasitario del Estado y del monopolio económico.
Mirko Roberti

La solución del mutualismo consiste en lo siguiente, según lo expresa el propio Proudhon: 1) Niega la propiedad privada (que es el suicidio de la sociedad); afirma la posesión individual (que es la condición de la vida social); 2) El derecho de ocupar la tierra debe ser igual para todos. Así, el número de poseedores varía, pero la propiedad no puede llegar a establecerse; 3) Como todo trabajo humano resulta de una fuerza colectiva, toda propiedad se convierte en colectiva e indivisa: el trabajo destruye la propiedad; 4) Puesto que el valor de un producto resulta del tiempo y el esfuerzo que cuesta, los trabajadores tienen' iguales salarios; 5) Los productos sólo pueden comprarse por los productos y, puesto que la condición de todo cambio es la equivalencia, no hay lugar alguno para el lucro y la ganancia; 6) La libre asociación, que se limita a mantener la igualdad en los instrumentos de producción y la equivalencia en todos los intercambios, es la única forma justa de organizar económicamente la sociedad; 7) Como consecuencia, todo gobierno del hombre por el hombre debe desaparecer: la más alta perfección de la sociedad consiste en la síntesis del orden y de la anarquía. El mutualismo proudhoniano se basa en la asociación de productores y consumidores que establecen como norma el cambio mutuo, es decir, el trueque de un objeto por otro equivalente, esto es, por otro cuya producción represente el mismo trabajo. Todo cambio se hace a partir de su precio de costo; todo productor tiene quien desee adquirir sus productos; no se necesita ningún capital para comenzar el trabajo. Suprimido el lucro, los precios se reducen al mínimo y el modo de producción capitalista desaparece para ceder su sitio al mutualismo o la asociación. Con el objeto de promover este magno y, sin embargo, no violento cambio social, propone precisamente Proudhon la creación del Banco del Pueblo, que tendrá por meta fomentar el crédito gratuito y mutuo y el intercambio de productos equivalentes entre los trabajadores.
A. Cappelletti

Integrado a este esquema está el establecimiento de un banco de crédito-mutual que haría préstamos a los productores a la mínima tasa de interés sólo lo suficiente para cubrir los costos de administración. El mutualismo está basado generalmente en la teoría del valor-trabajo que sostiene que cuando el trabajo o lo que este produce es vendido, en intercambio, este debe recibir bienes y servicios que abarquen "el monto de trabajo necesario para producir un artículo exactamente similar e igual utilidad". Recibir menos se consideraría explotación, robo de trabajo, o usura.
El exmutualista Kevin Carson sostiene, que el capitalismo se creó sobre "un acto de expropiación tan masivo como el feudalismo", y afirma que el capitalismo no podría existir en ausencia del Estado. Carson sostiene que la acumulación de la riqueza en una jerarquía de clases se debe a la intervención estatal para proteger a la clase dirigente, usando un monopolio sobre el dinero, garantizando patentes y subsidios a las grandes empresas, imponiendo unos impuestos discriminatorios, e interviniendo militarmente para acceder a los mercados internacionales.
La teoría del valor-trabajo fue parte de la teoría económica que promovieron los anarquistas mutualistas de Proudhon, los individualistas norteamericanos del siglo XIX y los anarquistas colectivistas bakuninistas. Esta teoría fue rechazada por los anarcocomunistas, que sostenían que era imposible calcular el valor del trabajo para producir una mercancía.

### Anarcocolectivismo
«Colectivismo» fue el nombre que se le dio a una corriente dominante del movimiento anarquista bajo la influencia del revolucionario ruso Mijaíl Bakunin, discípulo de Proudhon, que abandonó la atención por los campesinos y artesanos, con miras a un futuro en el que el trabajo organizado hubiera expropiado al capital, y cada grupo de trabajadores administrara sus propios medios de producción.
El colectivismo proponía la propiedad colectiva de la tierra, las materias primas y los instrumentos de trabajo, y la apropiación del producto integral del trabajo por los trabajadores, deducido el costo. 
La distribución de las ganancias se realizarían por decisión colectiva, pero se asumía que la retribución sería proporcional al trabajo realizado. 
Para el colectivismo la propiedad de los medios de producción, distribución y cambio debe ser social (eliminado la propiedad privada) y administrada colectivamente por los propios trabajadores reunidos en pequeñas asociaciones por afinidad mientras que cada uno de ellos produce según su voluntad (o según lo acordado) y cada uno debe recibir el producto íntegro de su trabajo según su mérito individual. A diferencia del comunismo anarquista, el colectivismo no propugna la abolición del salario como forma de retribución del trabajo. Estas asociaciones a su vez estarían confederadas a través del principio federativo. Pero este sistema federal debe dejar, según los colectivistas, autonomía a las asociaciones que autogestionan los medios de producción. Además de Mijaíl Bakunin (quien enunció sus principios), otros colectivistas de renombre fueron Johann Most, James Guillaume o Ricardo Mella.

### Anarcocomunismo
Partiendo del pensamiento de Proudhon y Bakunin, el príncipe Piotr Kropotkin fue uno de los más importantes teóricos del comunismo anarquista. Inspirado por teorías sociales evolucionistas, en vez de glorificar la competición, como la mayoría de los darwinistas sociales, Kropotkin entendía que la cooperación es la clave del éxito evolutivo, y que los seres humanos eran la especie de mayor éxito por su capacidad de cooperar efectivamente; de ese modo, Kropotkin creía que el último estadio evolutivo en las sociedades humanas era una vida social donde la competición no existiría y la gente cooperaría en igualdad de términos, libre y naturalmente. En su libro Palabras de un rebelde (1885), llamó a la abolición de la propiedad privada a través de la "expropiación del total de la riqueza social" por el pueblo mismo. En La conquista del pan (1888), planteaba que la ruptura con la propiedad privada conduciría a la anarquía; «La anarquía conduce al comunismo, y el comunismo a la anarquía, y una y otro no son más que la tendencia predominante en las sociedades modernas, la búsqueda de la igualdad.» Kropotkin argumentaba que no hay ninguna forma válida o hay poco margen para medir el valor de la contribución económica de una persona, debido a que «Cada descubrimiento, cada progreso, cada aumento de la riqueza de la humanidad, tiene su origen en la conjunción del trabajo manual e intelectual del pasado y del presente. Entonces, ¿con qué derecho alguien se apropia de la menor parcela de ese inmenso todo y dice: "Esto es sólo mío y no de todos"?»; también abogaba porque la economía se coordinara a través de una red horizontal de asociaciones voluntarias, en la cual los bienes serían distribuidos de acuerdo a las necesidades del individuo, en vez de en función del trabajo. Por ejemplo, uno no puede medir el valor de la contribución de la producción diaria de un trabajador de fábrica sin tomar en cuenta factores como la transportación, la comida, el agua, la vivienda, la relajación, la eficiencia de las máquinas, el estado emocional, etc. que también contribuyeron a la producción. Así, para verdaderamente dar valor económico numérico a algo, una inmensidad de cantidad de externalidades y factores contribuyentes deberían ser tomados en cuenta - especialmente el trabajo actual y pasado, así como las técnicas y herramientas creadas en el pasado para así poder utilizar en el trabajo, tanto actual como futuro. En este sentido el anarcocomunismo tiende a rechazar la teoría del valor-trabajo original del liberalismo clásico (y luego rechazada por los neoliberales en pos de la teoría del valor subjetivo) y defendida actualmente en buena parte por el socialismo y el marxismo. Los individuos y comunidades dispondrían del uso y control de cualquiera de los recursos que necesitasen, «dejando a cada uno la libertad de consumirlos como ellos lo deseen en sus propias casas».
La abolición del trabajo asalariado es central para el anarcocomunismo. Con la distribución de la riqueza basada en las determinación de las necesidades por las mismas personas, según esta teoría, la gente sería más libre de entrar en cualquier actividad que ellos se encuentren más realizados y el trabajo sería distribuido más equitativamente y de acuerdo con las capacidades individuales. Cualquier sistema económico basado en el trabajo asalariado y la propiedad privada requiere un aparato coercitivo para poner en práctica el derecho de propiedad y para mantener relaciones desiguales que aparecen de las diferencias de salarios o cantidad de propiedad. También argumentan que la economía de mercado y el sistema de precios dividen al trabajo en clases y asignan valores numéricos al trabajo de los individuos e intentan regular la producción, el consumo y la distribución. El dinero restringe la capacidad individual de consumir los productos de su trabajo mediante el limitar su consumo con precios y salarios. Los anarcocomunistas señalan al dinero como fundamentalmente cuantitativo en naturaleza, y anula lo cualitativo de los recursos y las necesidades: la producción debe ser un asunto cualitativo también, y el consumo y la distribución debe ser autodeterminado por cada individuo sin ningún valor asignado al trabajo, los bienes y servicios por otros.
Noam Chomsky sostiene que el Estado obra como salvaguarda y auxilio del Capital cada vez que entra en sus crisis cíclicas, haciendo pagar el coste a la población. También opina que 

Lo que se llama 'capitalismo' es básicamente un sistema de mercantilismo corporativo, con inmensas y en gran parte inauditas tiranías privadas ejerciendo un vasto control sobre la economía, los sistemas políticos, y la vida social y cultural, operando en cerrada cooperación con estados poderosos que intervienen masivamente en la economía doméstica y en la sociedad internacional.

Los anarcocomunistas por agregan que el capitalismo privado tendría consecuencias sociales y psicológicas que causaría su desenvolvimiento en el que a su criterio no se considera al ser humano (sus capacidades, su ingenio, su trabajo y satisfacción, etc.) como centro del quehacer económico sino que se le da prioridad a las ganancias monetarias y a la acumulación, esto lo consideran consecuencia lógica del orden capitalista. Sustenta que con los medios de producción de propiedad colectiva, y la administración laboral de los mismos trabajadores, la economía mejoraría irreductiblemente, ya que los trabajadores obtendrán el producto íntegro de su trabajo y trabajarán según sus capacidades; y en el rol social, la economía tendrá un cambio significativamente y un sustento mejor.

#### Anarcosindicalismo
Los anarcosindicalistas otorgaron al sindicato de orientación anarquista un carácter de organizador de la clase obrera en su lucha contra el capitalismo, pero también le adjudicaron un rol como organizador económico de la sociedad futura. Los principales teóricos del anarcosindicalismo fueron Gregori Maximov, Fernand Pelloutier, Rudolf Rocker y Diego Abad de Santillán.  Mediante los anarco sindicatos aspiran a crear asociaciones libres de productores, dispuestas a asumir la organización de la producción sobre principios de autogestión y horizontalidad, incluso dentro del capitalismo, preparando la estructura organizativa que reemplazaría la estatal/empresarial burguesa. Estas asociaciones obraría como una “escuela práctica
de anarquismo”.

Si la propiedad privada de los medios de producción no es más que, utilizando la conocida frase de Proudhon,
una forma de “robo” o ”la explotación del débil por el fuerte”, el control de la producción por una burocracia estatal, por buenas que sean sus intenciones, tampoco crea las condiciones para que el trabajo –manual e intelectual– pueda convertirse en la mayor necesidad vital. Por consiguiente, ambas formas deben ser superadas.
Daniel Guerin, El Anarquismo, p.22

El anarcosindicalismo reconoce la existencia de la lucha de clases y aspira a reorganizar la sociedad con el objetivo de implementar el anarcocomunismo. El sindicalismo revolucionario se propone entonces a una doble tarea: "la lucha diaria por la emancipación económica y social de la clase trabajadora en la sociedad actual, y en la elevación de las masas a la gestión de la administración de la producción y la distribución de los bienes de consumo, sustituyendo al gobierno de los partidos políticos y los grupos dominantes."

Para los anarcosindicalistas, el sindicato no es simplemente un fenómeno de transición, tan efímero como la sociedad capitalista, sino que entraña el germen de la economía socialista del mañana, y es la escuela primaria del socialismo en general.
Rudolf Rocker

El anarcosindicalista ruso G.P.Maximov detalló El programa del Anarcosindicalismo en una edición de 1927 en Nueva York. Allí describió un programa para una sociedad anarco comunista desde una organización económica y política anarcosindicalista. En ese programa se contempla una etapa de transición colectivista, y se respeta el derecho a las unidades económicas individuales no comunistas a autoorganizarse y pactar libremente con las comunas y empresas comunicadas. Entre otras propuestas, Maximov recomienda una ruralización de la industria y una industrialización de la agricultura, la combinación del trabajo científico y el manual, y la conformación de una sociedad integrada en los aspectos económicos, culturales, artísticos, científicos y educativos.
Los anarcosindicalistas tuvieron la oportunidad de realizar experimentos económicos, tomando de referencia las ideas económicas anarcocomunistas, en las llamadas colectividades de la Revolución Española de 1936, y antes en el Territorio Libre en Ucrania, durante la Revolución majnovista que se dio en el contexto de la Revolución rusa.

### Anarcocapitalismo
El anarcocapitalismo, favorece la libertad individual, la propiedad privada y la libre empresa mediante teorías económicas como el marginalismo de la escuela austriaca o de la escuela neoclásica, y otras teoría modernas vinculadas al libertarismo como el análisis económico del derecho o la teoría de la elección pública. Los usos anticapitalistas frecuentemente asociados al término capitalismo son rechazados prácticamente por gran parte del anarquismo de mercado, en particular al que adhiere a la Escuela austriaca de economía, ya que considera
1. No puede haber un capitalismo dentro del Estado: la renta del capital es dependiente del beneficio del consumidor dentro de un intercambio voluntario en el mercado que sería inseparable de la propiedad privada y una contradicción en términos con su administración colectivista.
2. Al capitalismo regulado por el Estado como una negación parcial del sistema capitalista,[41] (el mercado regulado es frecuentemente denominado mercantilismo).

Para este tipo de anarquistas el carácter positivo del capitalismo no es que la propiedad de los medios de producción esté en manos de una minoría, sino que esta propiedad sea privada. Para los libertarios de mercado las relaciones mercantiles no son relaciones de poder y por ende las relaciones sociales entre propietarios desiguales no significan relaciones coercitivas sino cooperativas. Las apropiaciones privadas de capital por intercambio o creación se basan a su vez en la defensa del derecho de propiedad privada del creador del capital, mientras que la obtención de ingresos por parte del Estado no es considerado un derivado de su eventual posesión de capital socialmente útil sino del uso discrecional del monopolio de la violencia en orden a la expropiación de bienes y trabajo sin consideración por el uso eficiente de los medios de producción. Autores como Rothbard han utilizado finalmente el término capitalismo de Estado para describir la simbiosis entre las restricciones gubernamentales a la libre entrada en el mercado de usos más competitivos del capital y un statu quo corporativista.
Los anarcocapitalistas se oponen al socialismo, al estatismo y al mercantilismo, al que entienden económicamente como imposición por la fuerza de la clase en el poder y sus monopolios que descansan sobre el poder político del Estado; lo consideran la mayor forma de dominio del ser humano por y sobre el ser humano, por medio de la coacción.

## Transición de un sistema a otro
El anarquismo comunista, el anarquismo colectivista y el anarcosindicalismo, corrientes tradicionales del anarquismo, sostienen que es necesario un cambio revolucionario, la destrucción del Estado y el sistema capitalista para establecer una sociedad y una economía anarquista. La gestión privada de los medios de producción sería expropiada por los productores que las gestionarían colectivamente, mediante autogestión. La revolución social es para el anarquismo clásico la única vía posible de instaurar un sistema económico anarquista. Durante la Revolución rusa en Ucrania, los anarquistas de Nestor Makhno intentaron llevar a la práctica estas ideas, pero fue durante la guerra civil española durante la colectivización promovida por la CNT y la FAI que se obtuvieron los resultados más sorprendentes.
Algunas corrientes de creación reciente sostienen que no es la actividad social revolucionaria radical la que va a transformar la sociedad, sino la actividad económica radical la que va a hacer un verdadero cambio, principalmente a través del poder dual. Estas estrategias pueden ir desde el boicot, pasando por la defensa del consumidor o la generación de nuevas empresas, hasta respaldar el mercado negro. Anarquistas mutualistas o cooperativistas sostienen que la creación de empresas privadas autogestionadas relacionadas entre sí por medio de cadenas productivas y mercados colaborativos, es una forma práctica para obtener espacios y recursos autónomos del orden político capitalista-estatista.  Los anarcocapitalistas sostienen que cualquier empresa privada independiente del poder político puede gestar las instituciones alternativas que competirán y superarán al Estado.
Algunos anarquistas anticapitalistas creen que el cambio de la naturaleza del trabajo en sí es el quid para derrotar al capitalismo. La economía participativa organiza la división del trabajo mediante la promoción de puestos de trabajo en conjuntos equilibrados donde todos los trabajadores en una instalación de producción tengan una cuota en todos los aspectos del trabajo; es decir, todo el mundo participa en el trabajo, gestión, mantenimiento y demás tareas para garantizar la igualdad y que las habilidades sean compartidas entre los trabajadores
Los anarquistas post izquierda (a veces denotado por el término peyorativo "anarquistas de estilo de vida") creen en el cambio de hábitos de consumo personal para minimizar (o eliminar totalmente) la participación en la economía capitalista, siendo esencial "practicar" su interpretación del anarquismo en su vida. Reutilizar recursos se promociona por los individuos y los grupos influenciados por los situacionistas, como Crimethinc., como un medio viable de supervivencia y la no participación en el sistema. Otros anarquistas, como los agoristas apoyan la contraeconomía, es decir, que participan o promueven el mercado "negro", ilegal, no violento para socavar los monopolios y el Estado. El objetivo de los agoristas no es simplemente estar al "margen" del sistema a través de emprendimientos y autoempleo para sostenerse sí mismos, sino también, mediante el desarrollo de soluciones alternativas voluntarias ingeniar el colapso de la economía estatista.

## Otras propuestas

### Economía de par a par
La economía de par a par o de igual a igual (peer-to-peer economics o P2P economics, en inglés) se basa en la cooperación entre agentes autónomos. Es un paradigma económico que no se define ni por el ánimo de lucro ni por la planificación centralizada. En este paradigma no se utiliza para la asignación de recursos y toma de decisiones ni un mercado explícito, ni un mecanismo de precios, ni tampoco un sistema dirigido, sino que se basa en las relaciones sociales. Sin embargo, tiene importantes conexiones con la economía convencional actual. El software libre o la Wikipedia obedecen a este paradigma consistente en la producción de iguales basada en el procomún (commons-based peer production en inglés).

### Economía del regalo
La economía del regalo está basada en el principio de vivir bajo la premisa de que "a mi vecino no le falte nada". Una segunda premisa sería el trabajar con un nivel de conciencia donde "lo que hagamos hoy no sea recordado mañana", ya que nuestras actuaciones se basan más en el amor al prójimo que en el interés o la vanidad.

### Economía basada en recursos
Economía Basada en Recursos (RBE, del inglés Resource-based economy) es un sistema económico en el cual todos los bienes y servicios están disponibles en forma de patrimonio común para todos los habitantes sin la utilización de dinero, crédito, trueque o cualquier otro sistema de moneda. Implementado por un sistema cibernético global que provea de abundancia y protección medioambiental gracias a la automatización de procesos. Esta teoría económica sufrió una fuerte divulgación mundial tras ser expuesta y explicada exhaustivamente en el documental Zeitgeist: Addendum en el que Jacque Fresco hace una detallada descripción de una RBE en su Proyecto Venus, proyecto futurista explicado en el documental y en su sitio web oficial.

### Economía participativa
La economía participativa —frecuentemente abreviada como parecon— es un sistema económico propuesto que usa una toma de decisiones participativa como mecanismo económico en una sociedad dada. Propuesto como alternativa libertaria a las economías de mercado capitalistas vigentes, y también al socialismo de planificación central, y ante la necesidad de aplicación presente de los principios y aspectos constructivos del anarquismo: autogestión y federalismo en las empresas. Surgió del trabajo del activista y teórico político Michael Albert, y del economista radical Robin Hahnel, en las décadas de 1980 y 1990.